# Віняри (Велицький повіт)
Віняри (пол. Winiary) — село в Польщі, у гміні Ґдув Велицького повіту Малопольського воєводства.
Населення — 595 осіб (2011).

## Демографія
Демографічна структура станом на 31 березня 2011 року:
|          | Загалом | Допрацездатний вік | Працездатний вік | Постпрацездатний вік |
| -------- | ------- | ------------------ | ---------------- | -------------------- |
| Чоловіки | 277     | 54                 | 196              | 27                   |
| Жінки    | 318     | 70                 | 185              | 63                   |
| Разом    | 595     | 124                | 381              | 90                   |